# Heinrich Julius Ueckermann
Der Deutsche Heinrich Julius Friedrich Ernst Ueckermann (* 20. Juli 1827; † 24. Juli 1883) gründete 1866 die südafrikanische Stadt Heidelberg (Gauteng) in der Provinz Gauteng, 45 km südlich von Johannesburg, als Handelsposten. Ueckermann benannte den Ort nach seiner deutschen Alma Mater, der Universität Heidelberg. In Südafrika gibt es ein weiteres Heidelberg, das aber nach dem Heidelberger Katechismus benannt wurde.

## Leben in Deutschland
Beim Geburts- bzw. Herkunftsort von Ueckermann gibt es zwei verschiedene Versionen: Auf einer Gedenktafel in Heidelberg (Gauteng) ist Mecklenburg angegeben, in der Matrikel an der Universität Heidelberg wird Abterode in Kurhessen angeführt. Es wäre allerdings auch möglich, dass Mecklenburg Geburtsort war und Abterode als Herkunftsort der Geburtsort der Eltern.
Der 21-Jährige Friedrich Ueckermann wurde am 30. April 1849 nur für das Sommersemester 1849 an der Universität Heidelberg im Fach Jurisprudenz immatrikuliert. Sein Herkunftsort ist im Universitätsarchiv der Universität Heidelberg mit Abterode in Kurhessen (nicht Mecklenburg wie auf der Gedenktafel), der Beruf des Vaters ist mit Justizamtmann in Großenlüder (Hessen) angegeben und die letztbesuchte Universität war Marburg.
Ueckermann hat sich zwar am 30. April 1849 für das Sommersemester in Heidelberg immatrikuliert, kann aber kaum richtig studiert haben. Er hat sich offensichtlich der Badischen Revolution angeschlossen und schon bald nach seiner Immatrikulation fliehen müssen, denn im Mai 1849 marschierten die preußische Truppen in Heidelberg ein. Diese Annahme ist sehr wahrscheinlich, auch, da Ueckermann aus deutschen Akten völlig verschwindet. Auch im Stadtarchiv Heidelberg finden sich keine weiteren Eintragungen, weder ein Wohnort während des Semesters, noch ein Ort, wo er später gewohnt haben könnte. Auch im Gefängnisarchiv von Heidelberg ist kein Ueckermann genannt.

## Leben in Südafrika
1849 emigrierte der verhinderte Jurist Heinrich Julius (H. J.) Ueckermann nach Südafrika. Hier benutzte er bevorzugt seinen ersten oder die beiden ersten Vornamen, statt „Friedrich“ wie bei der Immatrikulation. In Pietermaritzburg eröffnete er sofort einen Laden. 1855 heiratete er Elizabeth Hughes Mason († 1910), die ihm 13 Kinder (9 Söhne und 4 Töchter) gebar. Er reiste mit der Familie abenteuerlich durchs Land, kehrte schließlich aber wieder nach Pietermaritzburg zurück. Doch 1862 zog es Ueckermann wieder in den Norden und er kaufte an der Stelle, wo sich die Hauptverbindungsstraßen des Landes kreuzten, für 7 Pfund einen Teil der Langlaagte-Farm. An dieser strategisch wichtigen Stelle eröffnete er ein blühendes Handels-Kontor, arbeitete aber auch als Berater und Architekt und wurde angesehenes  Mitglied des Regionalparlaments.
1865 beauftragte er den irischen Landvermesser T. W. Fannin, der kurz drauf an Malaria starb und als erster auf dem Kloofkerkhof beigesetzt wurde, mit der Planung einer Stadt, die 1866 unter dem Namen Heidelberg zur „Town“ erhoben wurde. Ueckermann erlebte noch, wie die kleine, viktorianisch anmutende Stadt im ersten Unabhängigkeitskrieg unter dem Triumvirat von Paul Kruger, Petrus Jacobus Joubert und Marthinus Wessel Pretorius von 1880 bis 1883 als Hauptstadt der „Südafrikanischen Republik“ diente. Den Goldrausch, der ab 1885 auch Heidelberg am Rand des Goldgürtels erfasste, hat er dagegen nicht mehr erlebt.
Später erzählte sein Sohn Robert, dass sein Vater gehofft hatte, die Stadt würde einmal eine pädagogische Hochburg werden. Tatsächlich entstand hier später ein bekanntes Pädagogisches Institut, ein Lehrerseminar.
Gleich rechts im Eingang des Rathauses von Heidelberg steht in der Wand eine große Büste des Gründers; auch ist die Hauptstraße der Stadt nach ihm benannt. Auf dem Friedhof der Kirche, dem „Kloofkerkhof“, befindet sich die Gedenktafel seiner neun Söhne:
„Sacred to the memory of Heinrich Julius Friedrich Ueckermann, born in Mecklenburg-Germany, 20th July 1827, died 24th July 1883. Erected to the loving memory of the founder of Heidelberg. By his sons.“ (Zu deutsch: „Errichtet zum Gedächtnis an Heinrich Julius Friedrich Ueckermann, geboren in Mecklenburg, Deutschland, am 20. Juli 1827, gestorben am 24. Juli 1883. Errichtet zum liebenden Gedächtnis des Gründers von Heidelberg durch seine Söhne.“)
| Personendaten    | Personendaten                                                                  |
| ---------------- | ------------------------------------------------------------------------------ |
| NAME             | Ueckermann, Heinrich Julius                                                    |
| ALTERNATIVNAMEN  | Ueckermann, Heinrich Julius Friedrich Ernst (vollständiger Name)               |
| KURZBESCHREIBUNG | deutscher Auswanderer, Gründer der südafrikanischen Stadt Heidelberg (Gauteng) |
| GEBURTSDATUM     | 20. Juli 1827                                                                  |
| STERBEDATUM      | 24. Juli 1883                                                                  |